# ويليام ماركوس
ويليام ماركوس (بالفنلندية: William Markus) هو كاتب سيناريو ومخرج وممثل فنلندي، ولد في 12 يناير 1917 في المملكة المتحدة، وتوفي في 10 أكتوبر 1989 في فنلندا.

## وصلات خارجية
- ويليام ماركوس على موقع IMDb (الإنجليزية)
- ويليام ماركوس على موقع قاعدة بيانات الأفلام السويدية (السويدية)
- ويليام ماركوس على موقع قاعدة بيانات الفيلم (الإنجليزية)
- ويليام ماركوس على موقع كينوبويسك (الروسية)